# Institut Max-Planck d'écologie chimique
L'Institut Max-Planck d'écologie chimique (en allemand : Max-Planck-Institut für chemische Ökologie) est un institut de recherche extra-universitaire dépendant de la Société Max-Planck situé dans le Beutenberg Campus à Iéna, ayant pour objet l'écologie chimique.

## Constitution
La société Max-Planck créé en mars 1996 l'institut de recherches fondamentales. L'objet de la recherche est l'étude des relations entre les plantes, les insectes qui mangent ces plantes et leur environnement, en particulier sur l'interaction chimique, d'où le nom de la discipline.
Environ 175 scientifiques, y compris des doctorants et les étudiants, travaillent dans cinq départements et trois groupes de recherche.
- Département de biochimie, sous la direction de Jonathan Gershenzon.
- Département de neuroéthologie évolutive, sous la direction de Bill S. Hansson.
- Département de symbiose des insectes, sous la direction de Martin Kaltenpoth.
- Département de biosynthèse de produits naturels, sous la direction de Sarah O'Connor.
- Groupe émérite d'entomologie, sous la direction de David G. Heckel.
- Groupe de recherche Max-Planck de Physiologie évolutive et intégrative, sous la direction de Shabnam  Mohammadi.
- Groupe de recherche sur le codage olfactif, sous la direction de Silke Sachse.
- Groupe de recherche sur la physiologie de la défense des plantes, sous la direction d'Axel Mithöfer.
- Groupe de RMN, sous la direction de Christian Paetz.
- Groupe de spectrométrie de masse, sous la direction de Rayko Haltischke.

## International Max Planck Research School (IMPRS)
Le MPI d'écologie chimique participe au International Max Planck Research School Chemical Communication in Ecological Systems. D'autres partenaires de l'IMPRS sont l'université d'Iéna et l'Institut Leibniz de recherches sur la génétique végétale et les plantes cultivées. Les porte-parole de l'IMPRS sont Sarah O'Connor et Holger Schielzeth. 